# 盖斯莱登
盖斯莱登（德語：Geisleden）是德国图林根州的市镇，隶属于艾希斯费尔德县。总面积为16.58平方千米，截至2023年12月31日总人口为993人。